# 阿拉尼亚瓦尔塞西亚
阿拉尼亚瓦尔塞西亚，是意大利北部皮埃蒙特大区韦尔切利省的一个市镇。该地以山地运动及冬季运动为主要特色。